# Machemont
Machemont – miejscowość i gmina we Francji, w regionie Hauts-de-France, w departamencie Oise.
Według danych na rok 1990 gminę zamieszkiwało 687 osób, a gęstość zaludnienia wynosiła 109 osób/km² (wśród 2293 gmin Pikardii Machemont plasuje się na 414. miejscu pod względem liczby ludności, natomiast pod względem powierzchni na miejscu 754.).